# Stenhomalus mecops
Stenhomalus mecops là một loài bọ cánh cứng trong họ Cerambycidae.